# Jules Trinité
Jules Cyrus Angelle Trinité (ur. 22 grudnia 1856 w Saint-Quentin-des-Isles, zm. 17 grudnia 1921 w Azay-le-Rideau) – francuski strzelec, wicemistrz olimpijski, medalista mistrzostw świata. 
Wystąpił na Letnich Igrzyskach Olimpijskich 1900 rozgrywanych w Paryżu. Zdobył srebrny medal drużynowo w pistolecie dowolnym z 50 metrów (431 punktów). Indywidualnie uplasował się na 10. pozycji. Turniej w Paryżu był jednocześnie mistrzostwami świata, więc medaliści olimpijscy zostawali automatycznie medalistami mistrzostw świata.
Trinité zdobył w swojej karierze dwa medale mistrzostw świata, wszystkie w drużynowym strzelaniu z pistoletu dowolnego z 50 metrów. Oprócz drugiego miejsca w 1900 roku, zajął także drugie miejsce w 1901 roku.

## Osiągnięcia

### Wyniki olimpijskie
| Igrzyska | Konkurencja                       | Wynik                                  | Miejsce    | Źródło |
| -------- | --------------------------------- | -------------------------------------- | ---------- | ------ |
| IO 1900  | Pistolet dowolny, 50 m            | 431 punktów                            | 10 (na 20) | [ 2 ]  |
| IO 1900  | Pistolet dowolny, 50 m, drużynowo | 431 punktów (ind.) 2203 punkty (druż.) | 2 (na 4)   | [ 3 ]  |

### Medale mistrzostw świata
Opracowano na podstawie materiałów źródłowych:
| Mistrzostwa  | Konkurencja                       | Wynik                                  | Miejsce |
| ------------ | --------------------------------- | -------------------------------------- | ------- |
| Paryż 1900   | Pistolet dowolny, 50 m, drużynowo | 431 punktów (ind.) 2203 punkty (druż.) | 2       |
| Lucerna 1901 | Pistolet dowolny, 50 m, drużynowo | 2082 punkty (druż.)                    | 2       |